# Los Lopeggs
Los Lopeggs es una serie animada de comedia para adolescentes y adultos de origen mexicano creada por Huevocartoon de Rodolfo Riva Palacio Alatriste y Gabriel Riva Palacio Alatriste para Pantaya. Presenta un reparto de huevos antropomórficos en un ambiente familiar latino (un poco al estilo La familia del barrio y Marcianos vs. mexicanos). La serie presenta las voces de Angélica Valle y Carlos Ponce.
La serie se estrenó el 17 de junio de 2021 en el servicio de streaming estadounidense Pantaya. Es la primera serie animada original tanto de la plataforma como del estudio.

## Sinopsis
Después de ser despedido de su trabajo, Yema (Carlos Ponce) y su familia inician un nuevo negocio vendiendo tacos con su nuevo camión de comida en Huevalifornia.

## Reparto principal
- Carlos Ponce como Yema
- Angélica Vale como Clara
- Angélica María  como Doña Vitelina
- Gwendolyne Flores como Albúmina
- Alfonso Lugo como Germinalio
- Juan Frese
- Gabriel Riva Palacio
- Rodolfo Riva Palacio
- Humberto Vélez

## Estreno
Los primeros seis episodios se estrenaron en Pantaya el 17 de junio de 2021, con el primer episodio disponible de forma gratuita.